# Styggbäcken
Styggbäcken (jämtska Styggbekkjen) är en större bäck i Bergs kommun i södra Jämtland, som rinner förbi Stuguberget i östlig riktning förbi och genom östra Galåbodarna och mynnar slutligen i Galån.